# Associazione Calcio Renate 2022-2023
Questa voce raccoglie le informazioni riguardanti l'Associazione Calcio Renate nelle competizioni ufficiali della stagione 2022-2023.

## Stagione
Nella stagione 2022-2023 il Renate allenato da Andrea Dossena disputa il girone A del campionato di Serie C. Con 53 punti ottiene l'ottavo posto. Disputa i Play-off nei quali nel primo turno incrocia l'Arzignano, finisce (0-0) ma sono i nerazzurri a superare il turno perché meglio piazzati in campionato, nel secondo turno affrontano la Pro Sesto, finisce (1-1) ma a passare il turno sono i meglio piazzati sestesi. Ottimo il percorso del Renate nella Coppa Italia di Serie C dove nel primo turno supera (3-1) la Pro Sesto, nel secondo turno incrocia il Mantova, pareggiando (2-2) al Martelli e poi vincendo (6-7) ai rigori, negli ottavi di finale vince ad Alessandria (0-2), nei quarti viene eliminato, perdendo (5-2) a Chiavari contro la Virtus Entella.

## Divise e sponsor
Nella stagione 2022-2023, il Renate conferma la classica divisa nerazzurra per le partite interne, la maglia da trasferta è totalmente bianca, blu scuro la terza.
I main-sponsor sul petto sono Yale e Carer, accompagnati da Tsg-Group, sulla schiena resta la sigla di Futura Convogliatori. FoxTown appare sulle maniche della seconda divisa e sul petto di tutte le altre.

## Calciomercato

### Sessione estiva(dall'1/7 all'1/9)
| Acquisti | Acquisti | Acquisti | Acquisti |
| R.       | Nome     | da       | Modalità |
| -------- | -------- | -------- | -------- |

| Cessioni | Cessioni | Cessioni | Cessioni |
| R.       | Nome     | a        | Modalità |
| -------- | -------- | -------- | -------- |

### Sessione invernale (dal 1/1 al 31/1)
| Acquisti | Acquisti | Acquisti | Acquisti |
| R.       | Nome     | da       | Modalità |
| -------- | -------- | -------- | -------- |

| Cessioni | Cessioni | Cessioni | Cessioni |
| R.       | Nome     | a        | Modalità |
| -------- | -------- | -------- | -------- |

## Rosa
Rosa tratta dal sito ufficiale del Renate
| N. |                   | Ruolo | Calciatore                 |
| -- | ----------------- | ----- | -------------------------- |
| 1  | Italia (bandiera) | P     | Alessio Furlanetto         |
| 4  | Italia (bandiera) | D     | Matteo Angeli              |
| 5  | Italia (bandiera) | D     | Damiano Menna              |
| 6  | Italia (bandiera) | C     | Davide Gavazzi             |
| 7  | Italia (bandiera) | D     | Marco Anghileri (capitano) |
| 8  | Italia (bandiera) | A     | Tommy Maistrello           |
| 8  | Italia (bandiera) | A     | Simone Saporetti           |
| 9  | Italia (bandiera) | A     | Alessio Nepi               |
| 10 | Italia (bandiera) | A     | Emanuele Anastasia         |
| 11 | Italia (bandiera) | A     | Lorenzo Sgarbi             |
| 12 | Italia (bandiera) | P     | Giacomo Drago              |
| 14 | Italia (bandiera) | C     | Luca Baldassin             |
| 15 | Italia (bandiera) | C     | Andrea Ghezzi              |
| 16 | Italia (bandiera) | D     | Federico Ermacora          |

| N. |                   | Ruolo | Calciatore         |
| -- | ----------------- | ----- | ------------------ |
| 18 | Italia (bandiera) | D     | Elio Zalli         |
| 20 | Italia (bandiera) | A     | Niccolò Squizzato  |
| 21 | Italia (bandiera) | D     | Manuele Malotti    |
| 23 | Italia (bandiera) | C     | Diego Larotonda    |
| 23 | Italia (bandiera) | D     | Luca Manzolini     |
| 24 | Italia (bandiera) | D     | Marcello Possenti  |
| 25 | Italia (bandiera) | C     | Jacopo Nelli       |
| 28 | Italia (bandiera) | D     | Jacopo Silva       |
| 30 | Italia (bandiera) | C     | Francesco Marano   |
| 32 | Italia (bandiera) | C     | Lorenzo Simonetti  |
| 33 | Italia (bandiera) | D     | Lorenzo Colombini  |
| 88 | Italia (bandiera) | C     | Gianluca Esposito  |
| 95 | Italia (bandiera) | A     | Daniele Sorrentino |
| 99 | Italia (bandiera) | A     | Gabriele Artistico |

## Risultati

### Serie C

#### Girone di andata
| Arbitro: | D'Eusanio (Faenza) |

|                                               |           |            |
| Benalouane 49’ Galuppini 74’ Tavernelli 90+3’ | Marcatori | 20’ Marano |

| Arbitro: | Centi (Terni) |

|                |           |  |
| Maistrello 49’ | Marcatori |  |

| Arbitro: | Gianquinto (Parma) |

|                       |           |            |
| Mustacchio 39’ (rig.) | Marcatori | 9’ Malotti |

| Arbitro: | Iannello (Messina) |

|                                                 |           |                              |
| Cudrig 14’ (aut.) Marano 38’ Malotti 60’ (rig.) | Marcatori | 80’ (rig.) Rafia 86’ Sekulov |

| Arbitro: | Renzi (Pesaro) |

|         |           |             |
| Piu 80’ | Marcatori | 87’ Malotti |

| Meda 2 ottobre 2022, ore CEST 6ª giornata | Renate          | 0 – 0 | Pordenone | Stadio Città di Meda (300 spett.)\| Arbitro: \| Kumara (Verona) \| |
| Arbitro:                                  | Kumara (Verona) |       |           |                                                                    |

| Arbitro: | Vogliacco (Bari) |

|  |           |                           |
|  | Marcatori | 75’ Maistrello 86’ Ghezzi |

| Arbitro: | Madonia (Palermo) |

|                           |           |                |
| Possenti 27’ Sgarbi 90+5’ | Marcatori | 35’ F. Ferrari |

| Arbitro: | Luongo (Napoli) |

|                        |           |                                          |
| Cesarini 37’ Morra 69’ | Marcatori | 2’ Baldassin 41’Sorrentino 67’ Simonetti |

| Meda 23 ottobre 2022, ore CEST 10ª giornata | Renate           | 0 – 0 | AlbinoLeffe | Stadio Città di Meda (200 spett.)\| Arbitro: \| Restaldo (Ivrea) \| |
| Arbitro:                                    | Restaldo (Ivrea) |       |             |                                                                     |

| Arbitro: | Petrella (Viterbo) |

|            |           |                                                      |
| Pilati 57’ | Marcatori | 26’ Malotti 67’, 82’ Sorrentino 84’ (aut.) Benedetti |

| Meda 6 novembre 2022, ore CET 12ª giornata | Renate         | 0 – 0 | Pergolettese | Stadio Città di Meda\| Arbitro: \| Pacella (Roma) \| |
| Arbitro:                                   | Pacella (Roma) |       |              |                                                      |

| Arbitro: | Galipò (Firenze) |

|              |           |                |
| Paganini 42’ | Marcatori | 64’ Maistrello |

| Arbitro: | Pezzopane (L'Aquila) |

|                                     |           |                                                          |
| Silva 4’ Baldassin 43’ Ermacora 53’ | Marcatori | 59’ Corradi 72’ (rig.) Bruschi 87’ Capogna 90+3’ D'Amico |

| Arbitro: | Giaccaglia (Jesi) |

|  |           |               |
|  | Marcatori | 78’ Baldassin |

| Arbitro: | Di Graci (Como) |

|             |           |  |
| Giudici 36’ | Marcatori |  |

| Arbitro: | Di Reda (Molfetta) |

|                |           |                                           |
| Sorrentino 82’ | Marcatori | 9’ (rig.) Guccione 62’ Paudice 73’ Yeboah |

| Arbitro: | Grosso (Ariano Irpino) |

|                                |           |  |
| Danti 24’ Fabbro 42’ Gomez 77’ | Marcatori |  |

| Arbitro: | Centi (Terni) |

|                              |           |  |
| Malotti 26’, 90+5’ Silva 40’ | Marcatori |  |

#### Girone di ritorno
| Arbitro: | Costanza (Agrigento) |

|              |           |  |
| Possenti 35’ | Marcatori |  |

| Arbitro: | Gemelli (Messina) |

|                       |           |                                      |
| Fusi 33’ Miracoli 38’ | Marcatori | 61’ (aut.) T. Morosini 74’ Squizzato |

| Arbitro: | Taricone (Perugia) |

|                        |           |  |
| G. Esposito 50’ (rig.) | Marcatori |  |

| Arbitro: | G. Sacchi (Macerata) |

|             |           |               |
| Sekulov 46’ | Marcatori | 49’ Baldassin |

| Arbitro: | Iacobellis (Pisa) |

|  |           |              |
|  | Marcatori | 12’ Castelli |

| Arbitro: | Pascarella (Nocera Inferiore) |

|             |           |         |
| Palombi 34’ | Marcatori | 4’ Nepi |

| Arbitro: | Mucera (Palermo) |

|  |           |                        |
|  | Marcatori | 52’ Garofalo 90’ Šipoš |

| Arbitro: | Frascaro (Firenze) |

|                      |           |            |
| Begić 7’ Ierardi 77’ | Marcatori | 67’ Angeli |

| Arbitro: | Baratta (Rossano) |

|                                           |           |                                |
| Sorrentino 7’ Artistico 52’ Baldassin 80’ | Marcatori | 4’ Morra 90+3’ (rig.) Cesarini |

| Arbitro: | Castellone (Napoli) |

|                          |           |                                |
| Manconi 51’ Alì Zoma 83’ | Marcatori | 27’, 63’ Ghezzi 57’ Sorrentino |

| Arbitro: | Collu (Cagliari) |

|              |           |                                           |
| Baldassin 9’ | Marcatori | 26’ Di Gennaro 57’, 84’ Guerra 70’ Voltan |

| Arbitro: | Gauzolino (Torino) |

|                                        |           |  |
| Iori 7’ Marcillo 48’ (rig.) Tonoli 71’ | Marcatori |  |

| Arbitro: | Fiero (Pistoia) |

|           |           |                                              |
| Silva 25’ | Marcatori | 27’ Crimi 28’ Pezzella 68’ Masi 89’ Adorante |

| Sesto San Giovanni 19 marzo 2023, ore 17:30 CET 33ª giornata | Pro Sesto         | 0 – 0 | Renate | Stadio Ernesto Breda\| Arbitro: \| Sfira (Pordenone) \| |
| Arbitro:                                                     | Sfira (Pordenone) |       |        |                                                         |

| Arbitro: | Vingo (Pisa) |

|                               |           |  |
| G. Esposito 19’ Saporetti 77’ | Marcatori |  |

| Arbitro: | Calzavara (Varese) |

|  |           |                           |
|  | Marcatori | 50’ Zambataro 90+5’ Lakti |

| Arbitro: | E. Longo (Cuneo) |

|                               |           |                |
| Mensah 81’ Bocalon 83’, 90+3’ | Marcatori | 53’ Sorrentino |

| Arbitro: | G. Sacchi (Macerata) |

|                |           |           |
| Sorrentino 62’ | Marcatori | 49’ Gómez |

| Arbitro: | Iannello (Messina) |

|                            |           |                                      |
| Fantacci 8’ Antoniazzi 86’ | Marcatori | 6’ Sorrentino 28’ Angeli 71’ Malotti |

### Play-off
| Meda 11 maggio 2023 Primo turno | Renate            | 0 – 0 | Arzignano | Stadio Città di Meda\| Arbitro: \| Scarpa (Collegno) \| |
| Arbitro:                        | Scarpa (Collegno) |       |           |                                                         |

| Arbitro: | Fiero (Pistoia) |

|             |           |            |
| Capelli 63’ | Marcatori | 72’ Angeli |

### Coppa Italia Serie C
| Arbitro: | Diop (Treviglio) |

|                                           |           |             |
| Sorrentino 35’ Rossetti 53’ Larotonda 56’ | Marcatori | 90’ Bruschi |

| Arbitro: | Gauzolino (Torino) |

|                                                                            |                      |                                                                             |
| Paudice 52’ Yeboah 113’                                                    | Marcatori            | 72’ Ermacora 91’ Angeli                                                     |
| De Francesco Ingegneri Pierobon Yeboah Rodríguez Pinton Ceresoli Silvestro | Tiri di rigore 6 – 7 | Maistrello G. Esposito Anghileri Baldassin Angeli Morachioli Ermacora Menna |

| Arbitro: | Mucera (Palermo) |

|  |           |                           |
|  | Marcatori | 84’ Malotti 87’ Squizzato |

| Arbitro: | Centi (Terni) |

|                                                        |           |                                         |
| Reali 20’ Meazzi 32’ Faggioli 43’ Rada 57’ Doumbia 83’ | Marcatori | 35’ Morachioli 90+4’ (rig.) G. Esposito |

## Statistiche

### Statistiche di squadra
| Competizione         | Punti | In casa | In casa | In casa | In casa | In casa | In casa | In trasferta | In trasferta | In trasferta | In trasferta | In trasferta | In trasferta | Totale | Totale | Totale | Totale | Totale | Totale | D.R. |
| Competizione         | Punti | G       | V       | N       | P       | Gf      | Gs      | G            | V            | N            | P            | Gf           | Gs           | G      | V      | N      | P      | Gf     | Gs     | D.R. |
| -------------------- | ----- | ------- | ------- | ------- | ------- | ------- | ------- | ------------ | ------------ | ------------ | ------------ | ------------ | ------------ | ------ | ------ | ------ | ------ | ------ | ------ | ---- |
| Serie C              | 38    | 11      | 6       | 3       | 2       | 15      | 12      | 12           | 4            | 5            | 3            | 17           | 16           | 23     | 10     | 8      | 5      | 32     | 26     | +6   |
| Coppa Italia Serie C | -     | 1       | 1       | 0       | 0       | 3       | 1       | 3            | 1            | 1            | 1            | 6            | 7            | 4      | 2      | 1      | 1      | 9      | 8      | +1   |
| Totale               | -     | 12      | 7       | 3       | 2       | 18      | 13      | 15           | 5            | 6            | 4            | 23           | 23           | 27     | 12     | 9      | 6      | 41     | 34     | +7   |